# Argumentum e silentio
Als Argumentum e silentio (lat.) wird in der Logik und in der Geschichtswissenschaft eine Schlussfolgerung aus dem Schweigen bezeichnet. Die Nichtrealität eines Faktums oder eines Ereignisses wird daraus gefolgert, dass es in einem Kontext nicht erwähnt wird, in dem seine Erwähnung andernfalls sicher zu erwarten wäre. Schlussfolgerungen dieser Art sind niemals zwingend, können aber zusammen mit anderen Indizien die Plausibilität einer These verstärken. Da ihr Gewicht von der Deutung des Kontextes abhängt, sind sie auch für Konstrukte und Verschwörungstheorien besonders geeignet. Häufig wird das Argumentum e silentio aber auch als Scheinargument angeführt.

## Beispiele
- Josephus, jüdisch-hellenistischer Historiker und Chronist der Verbrechen des Herodes, schweigt über den Kindermord in Bethlehem, folglich hat er nicht stattgefunden, denn sonst sei Josephus ein zuverlässiger Historiker in der Überlieferung negativer Nachrichten über Herodes.[3]
- Die griechischen und römischen Historiker, die hauptsächlich über das Leben und Werk Alexanders berichtet hatten (Arrian, Diodor, Plutarch und Curtius), übergingen die kurze Periode, die Alexander laut Josephus in Palästina verbracht haben soll[4] in fast ausnahmslosem Schweigen, deshalb hat das Ereignis nicht stattgefunden, denn trotz der geringen Bedeutung, die das damalige jüdische Volk für die Griechen hatte, kann eine Erwähnung erwartet werden.[5]